# Monochilus
Monochilus es un género de plantas con flores con dos especies pertenecientes a la familia de las lamiáceas, anteriormente se encontraba en las verbenáceas.
Es nativo de Brasil.

## Especies
- Monochilus gloxinifolius Fisch. & C.A.Mey. (1835).
- Monochilus obovatus P.D.Cantino (1999).